# Rozino (obwód Chaskowo)
Rozino (bułg. Розино) – wieś w południowej Bułgarii, w obwodzie Chaskowo, w gminie Iwajłowgrad. Według danych Narodowego Instytutu Statystycznego, 31 grudnia 2011 roku wieś liczyła 61 mieszkańców.